# Paperino Don Chisciotte
Paperino Don Chisciotte è una storia a fumetti scritta da Guido Martina e disegnata da Pier Lorenzo De Vita, pubblicata in Italia sui numeri 137, 138 e 139 di Topolino, tra il 25 aprile e il 10 maggio 1956. Fa parte della serie Grandi Parodie Disney.

## Trama
La storia è una parodia del Don Chisciotte, romanzo del XVI secolo di Miguel de Cervantes. 
Come avviene nelle parodie di Martina degli anni cinquanta, la vicenda non si svolge nel periodo storico dell'opera originale (in questo caso il XVI secolo), bensì in epoca contemporanea. 
Partecipano entrambi gli universi disneyani, paperi e topi (ad esempio Pippo è nel ruolo di Sancho Panza). In Paradiso, Don Chisciotte è depresso perché pensa che  sulla terra nessuno si ricordi più di lui o della cavalleria. Su consiglio del fedele Sancho Panza, decide di gettare il suo scudo sulla terra, in modo che colui che lo raccoglierà diventerà il suo erede: il prescelto è Paperino che, colpito dallo scudo, perde la memoria e si ritrova a vivere tutte le sventure del "Cavaliere dalla Triste Figura".

## Altre parodie Disney delDon Chisciotte
Nel 1982, in Brasile esce sulle strisce giornaliere pubblicate sui quotidiani "Dom Gansote e Sancho Pena". La storia viene tradotta in italiano con il titolo "Paperoga in Don Cicciotte Sancho Paper" e pubblicata su Topolino n. 1787 (1990). Qui troviamo Ciccio nei panni del protagonista e Paperoga suo scudiero.
Nel febbraio 2000, su "Le Grandi Parodie Disney" n. 72, viene pubblicato "Don Pippo Chisciotte", dove è Pippo stavolta a impersonare l'eroe de La Mancia, traduzione italiana di una pubblicazione tedesca del 1987.
Su Topolino n. 3156 e 3157 del maggio 2016, è di nuovo Pippo a rivestire i panni di Don Chisciotte, ribattezzato "Don Pipotte" da Fausto Vitaliano, e Topolino è di nuovo il fedele scudiero, col nome di "Miguel Topancho".